# Isabelle Stibbe
Isabelle Stibbe est une romancière française née à Paris le 8 septembre 1974.

## Biographie
Après un doctorat en droit à l'Université Panthéon-Assas et le Certificat d'aptitude à la profession d'avocat, elle travaille dans la communication au sein d'institutions culturelles comme la Comédie-Française, le Grand Palais, le théâtre de l'Athénéedont elle a été secrétaire générale de 2011 à 2016. Elle est dramaturge de l’Opéra national de Paris depuis 2021.
Son premier roman, Bérénice 34-44, est remarqué par la critique, et obtient 9 prix littéraires dont le prix Simone-Veil 2013, le prix littéraire des grandes écoles 2013 et le prix littéraire de l'ENS-Cachan 2014. Il a été adapté au théâtre par Violette Erhart et joué au théâtre de la Carreterie au festival d'Avignon Off 2018.
Son deuxième roman, Les Maîtres du printemps, est inspiré par la fermeture des hauts-fourneaux de Florange. Il est paru à la rentrée littéraire 2015 aux éditions Serge Safran. Il a obtenu le prix Rencontres du IIe titre de Grignan 2016.
Son troisième roman, Le Roman ivre, est un hommage aux Trois Mousquetaires d'Alexandre Dumas.
Elle a également été critique de théâtre et d'opéra pour le site internet Anaclase et le mensuel La Terrasse.

## Ouvrages

### Romans
- Bérénice 34-44, Serge Safran éditeur, 2013, Le Livre de Poche, 2014
- Les Maîtres du printemps, Serge Safran éditeur, 2015
- Le Roman ivre, Robert Laffont, coll. « Les Passe-Murailles », 2018
- A Spell on you, Le Cherche midi éditeur, coll. « Les Passe-Murailles », 2022

### Ouvrages collectifs
- Bernard-Marie Koltès, L'Avant-scène Théâtre, coll. Les Nouveaux Cahiers de la Comédie-Française, 2007
- Beaumarchais, L'Avant-scène Théâtre, coll. Les Nouveaux Cahiers de la Comédie-Française, 2007
- Le Grand Palais. Monument-Capitale, coll. « Découvertes Gallimard/Culture et société » (no 540), Paris, 2009  (ISBN 9782070361809)
- Ni dieu ni maître, dans Nous sommes Charlie : 60 écrivains unis pour la liberté d'expression, Le Livre de Poche, 2015
- Bijoux de scène de l'Opéra de Paris, Gourcuff Gradenigo, 2024

## Distinctions
- 2013 : prix Simone-Veil pour Bérénice 34-44
- 2013 : prix littéraire des grandes écoles pour Bérénice 34-44
- 2014 : prix littéraire de l'ENS-Cachan pour Bérénice 34-44
- 2016 : prix Rencontres du IIe titre de Grignan pour Les Maîtres du printemps